# Hipparchia elineata
Hipparchia elineata är en fjärilsart som beskrevs av Ruggero Verity 1937. Hipparchia elineata ingår i släktet Hipparchia och familjen praktfjärilar. Inga underarter finns listade i Catalogue of Life.